# Pont de l’Allondon

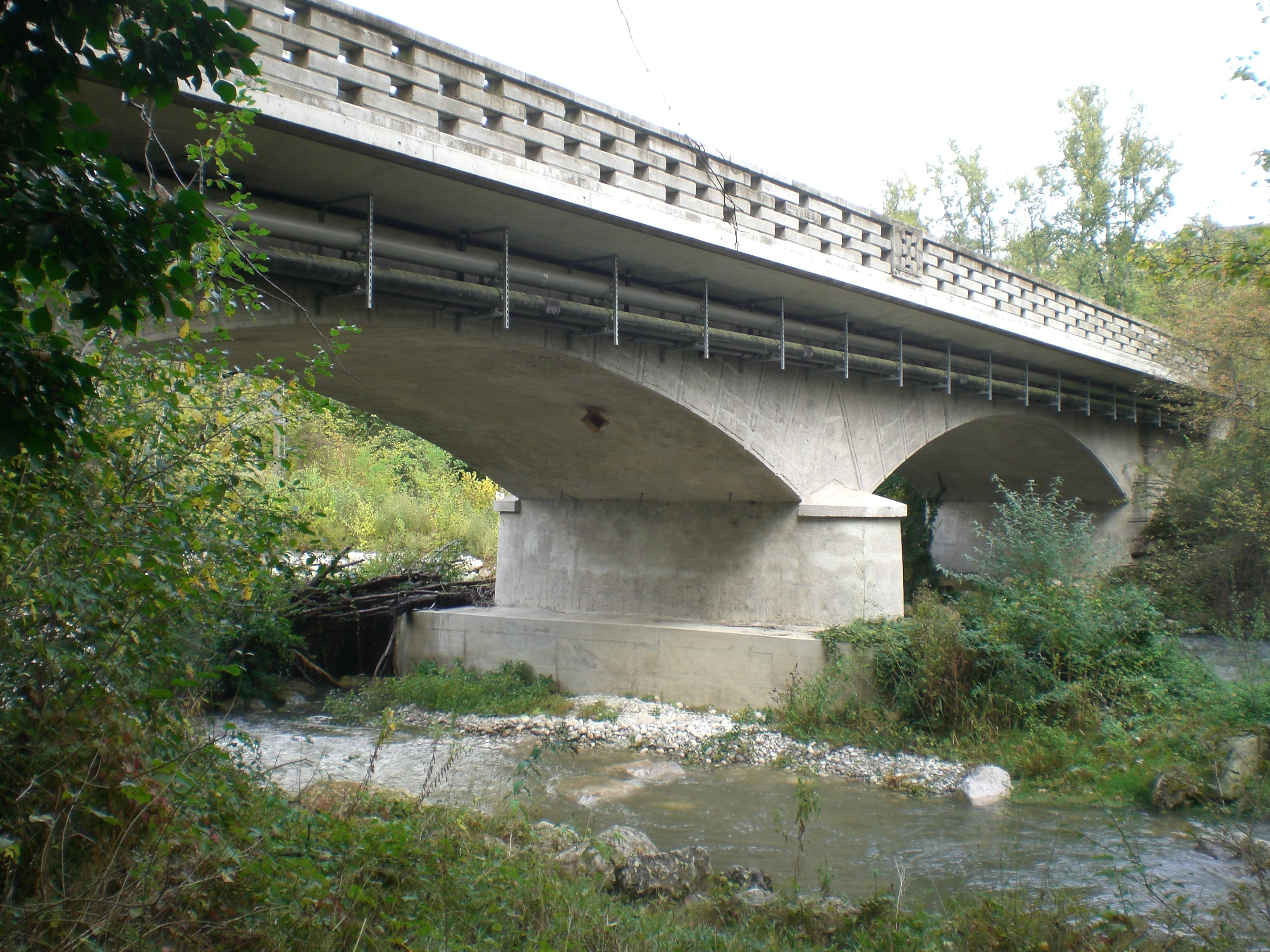
Brücke der Route du Mandement über den Allondon

Der Pont de l’Allondon ist eine Strassenbrücke über den Fluss Allondon im Kanton Genf nahe der Landesgrenze der Schweiz zu Frankreich.

## Lage
Die Brücke führt die Route du Mandement (Hauptstrasse 110) zwischen Russin und Dardagny über den Allondon, der rund einen Kilometer weiter unten in die Rhone mündet. Die Fahrbahn der Kantonsstrasse (RC 31) liegt auf der Höhe von 362 m ü. M. Die Strasse steigt auf beiden Seiten der Brücke über die Hänge des 50 Meter tief eingeschnittenen Allondontals hinauf. Die Brücke überquert neben dem Allondon auch noch den Bach Ruisseau des Eaux-Froides, der danach in den Allondon mündet.
Die Umgebung des Bauwerks befindet sich im Landschaftsschutzgebiet Rhône genevois – Vallons de l’Allondon et de la Laire, das als Objekt 1204 im Bundesinventar der Landschaften und Naturdenkmäler von nationaler Bedeutung verzeichnet ist.

## Geschichte
Vom Genfer Ingenieur und Kartografen Guillaume Henri Dufour ist ein Plan für eine Hängebrücke über den Allondon aus dem Jahr 1828 überliefert, der allerdings nicht zur Ausführung gelangte.
Die erste Strassenbrücke an dieser Stelle wurde unter Guillaume-Henri Dufour 1871 gebaut. Das 45,25 Meter lange Bauwerk hat einen Mittelpfeiler und zwei gemauerte Segmentbögen. 2003 bis 2006 liess der Kanton Genf die Brücke renovieren und verstärken.